# Економска дипломатија
Економска дипломатија је облик дипломатије који користи читав спектар економских алата једне државе да би остварио своје националне интересе. Опсег економске дипломатије може обухватити све међународне економске активности једне државе, укључујући, али не ограничавајући се на, политичке одлуке осмишљене да утичу на извоз, увоз, инвестиције, позајмице, помоћ, споразуме о слободној трговини и друго.
Економска дипломатија се бави питањима економске политике, нпр. радом делегација у организацијама које постављају стандарде као што је Светска трговинска организација (СТО). Економске дипломате такође прате и извештавају о економској политици у страним земљама и дају савете матичној влади како да на најбољи начин утичу на њих. Економска дипломатија користи економске ресурсе, било као награде или санкције, у остваривању одређеног спољнополитичког циља. Ово се понекад назива „економска државност“.

## Историјска позадома и дефиниције
Економска дипломатија се традиционално дефинише као доношење одлука, креирање политике и заговарање пословних интереса државе пошиљаоца. Економска дипломатија захтева примену техничке експертизе која анализира ефекте економске ситуације земље (државе пријема) на њену политичку климу и на економске интересе државе пошиљаоца. Држава пошиљаоца и држава пријема, страни пословни лидери, као и доносиоци одлука у влади, раде заједно на неким од најсавременијих питања у спољној политици, као што су технологија, животна средина и ХИВ/АИДС, као и на традиционалније области трговине и финансија. Свестраност, флексибилност, здраво расуђивање и јаке пословне вештине су све потребне у спровођењу економске дипломатије.

### Три елемента
1. Комерцијална дипломатија и невладине организације: Коришћење политичког утицаја и односа за промовисање и/или утицај на међународну трговину и инвестиције, за побољшање функционисања тржишта и/или за решавање тржишних недостатака и за смањење трошкова и ризика прекограничних трансакција (укључујући имовинска права).
2. Структурне политике и билатерални трговински и инвестициони споразуми: Коришћење економских средстава и односа за повећање цене сукоба и јачање обостране користи сарадње и политички стабилних односа, односно за повећање економске сигурности.
3. Међународне организације: Начини консолидације праве политичке климе и међународног политичког економског окружења за олакшавање и успостављање ових циљева.

## Стратегије

### Бразил
Бразил је уложио заједнички напор да се укључи у економску дипломатију са светом у развоју. Бразил је поставио за приоритет да буде лидер у размени технолошког знања у областима као што су образовање и све важнији пољопривредни сектор.
Један пример бразилске стратегије економске дипломатије је Бразилска агенција за сарадњу (АБЦ), која је повезана са бразилским Министарством спољних послова. АБЦ има мандат да преговара, координира, имплементира и прати пројекте и програме техничке сарадње са земљама, првенствено у земљама у развоју, са којима Бразил има споразуме.
АБЦ је примарни пример како Бразил користи економску дипломатију да се уклопи у своју већу националну стратегију обезбеђивања лидерства у свету у развоју.

### Кина
Економска дипломатија је централни аспект кинеске спољне политике . Током изузетног економског успона Кине, користила је економску дипломатију првенствено кроз трговину и употребу шаргарепе као средства за акумулацију или привлачење меке моћи. Ово је био део шире стратегије коју су формулисали истраживачки центри у НР Кини током 1990-их под називом нови безбедносни концепт. На Западу се то назива периодом „мирног успона Кине“.
Недавно је Кина променила своју стратешку доктрину и почела да користи економску дипломатију као средство принуде. После 10-ак година политике засноване првенствено на економским шаргарепама, Кина је почела да показује спремност да користи економску дипломатију за средства принуде. Ово је доказано у инциденту у септембру 2010. године који је блокирао испоруке ретких земних минерала у Јапан. Још један инцидент догодио се 2012. на Филипинима, где је Кина послала топовњачу да спроведе трговинска ограничења. Спремност Кине да користи довођење ратних бродова током трговинских спорова подсећа на ранију еру америчке топовњачке дипломатије. Недавна историја показује да ће се, како Кина буде све више самопоуздана, постепено удаљавати од политике економске дипломатије шаргарепе, ка политици штапова.

### Казахстан
Казахстан је формално идентификовао економску дипломатију као кључну функцију спољне политике земље у циљу постизања продуктивних економских и трговинских односа на билатералном и мултилатералном нивоу. Министарство трговине и интеграције Казахстана, или МТИ, створено је да надгледа економску дипломатију земље. МТИ и Министарство спољних послова су кључни субјекти одговорни за спровођење економске дипломатије и промовисање економских циљева Казахстана у иностранству.
Казахстан је био домаћин развојне размене југ-југ о економској диверзификацији и индустријализацији у Африци са 43 афричке владе.

### Америка
Сједињене Државе имају дугу историју економске дипломатије која датира још од доларске дипломатије Вилијама Хауарда Тафта. Сједињене Државе су такође биле централне за можда најважнији догађај економске дипломатије, конференцију у Бретон Вудсу на којој су основани Међународни монетарни фонд и Међународна банка за обнову и развој . Сједињене Државе су биле укључене у један од значајнијих чина економске дипломатије у историји са Маршаловим планом.
Иако је одувек играла важну улогу, економска дипломатија је добила све већи значај током првог мандата председника Барака Обаме под вођством државног секретара Хилари Клинтон. Током великог политичког говора као државна секретарка, Клинтонова је изјавила да је економско управљање државом у срцу (америчке) спољнополитичке агенде. Она је сматрала да су економски развој и демократски развој нераскидиво повезани.

### Индија
Индија се бавила економском дипломатијом првенствено кроз коришћење трговине и помоћи. На пример, да би изградила јачи, стабилнији однос са Бангладешом, Индија му је одобрила 800 милиона долара повољног зајма и обезбедила помоћ од 200 милиона долара.
Индија је основала развојно крило у својој влади у јануару 2012. Администрација развојних партнера (ДПА) је примарни начин на који Индија користи економску дипломатију, у овом случају развојну помоћ, као начин дипломатског ангажовања. ДПА гради 50.000 стамбених јединица у Шри Ланки, велики далековод у Пули Кумрију, Авганистан, и проширује пројекте кредитних линија широм света, посебно у Африци.
Економска дипломатија и ДПА су веома важни за индијску спољну политику. Како је бивши индијски министар спољних послова Лалит Мансинг изјавио: „Чињеница да се одељење ДПА налази у министарству спољних послова показује да је у складу са нашим спољнополитичким циљевима трансформације Индије у глобалног играча.“